# Tyromyces catervatus
Tyromyces catervatus är en svampart som först beskrevs av Miles Joseph Berkeley, och fick sitt nu gällande namn av Gordon Herriot Cunningham 1965. Tyromyces catervatus ingår i släktet Tyromyces och familjen Polyporaceae.   Inga underarter finns listade i Catalogue of Life.